# Cardo-Polymer
Der Begriff Cardo-Polymer wurde 1971 von Korshak für Polymere eingeführt, die in ihren Monomeren mindestens ein quaternäres Kohlenstoffatom besitzen, das Teil eines Rings ist. Dies wird als Cardo-Gruppe bezeichnet.
Alle Polymere mit einer Cardo-Gruppe besitzen eine ähnliche thermische Stabilität. Sie lösen sich gut in organischen Lösemitteln und besitzen hohe Glasübergangstemperaturen von 350 °C bis 380 °C.